# Subrepción
Subrepción (en latín: subreptio, "hurto, acto de arrebatar", de surripere, "hurtar, arrebatar"; en alemán: Erschleichung) es tanto un concepto jurídico del derecho romano y  del derecho canónico de la Iglesia católica, como un concepto filosófico .

## Origen
El término subrepción fue un neologismo jurídico tardío que se empleó en derecho romano para designar la introducción de evidencia falsa en un procedimiento legal.: 78 

## Uso en filosofía
El término adaptado Subreption y su calco correspondiente Erschleichnung (de erschleichen, "obtener por astucia") fueron ampliamente usados dentro de la tradición filosófica alemana. 

### Christian Wolff
Para Christian Wolff, la subrepción es un tipo de error epistémico. En su libro Philosophia rationalis, la expresión latina vitium supreptionis es definida del modo siguiente:
Llamamos defecto de subrepción en las experiencias al error que cometemos cuando nos parece experimentar lo que de ningún modo experimentamos. Incurren en esta falta quienes creen experimentar un influjo físico del alma en el cuerpo, la fuerza de atracción en el imán, o el amor y el odio en las cosas inanimadas. Esto introdujo muchas quimeras en la física escolástica.
A mediados del siglo XVIII, el uso académico en Alemania ya había adoptado esta definición como el significado principal del término.: 78–79 

### Kant
Kant empleó el término subrepción en varios sentidos ligeramente diferentes, aunque todos basados en la idea general de hacer pasar una cosa por otra. En la disertación inaugural, llama defecto de subrepción a los "engaños del intelecto por subordinación de conceptos sensibles como si fueran notas intelectuales", defecto metafísico de subrepción a "la permutación de lo intelectual y lo sensible" y axiomas subrepticios a aquellos principios que hacen pasar lo sensible como "aquello que se adhiere necesariamente a un concepto intelectual".: 29–30  Un ejemplo de axioma subrepticio es: "Todo lo que existe, existe en algún lugar y en algún tiempo": 32 , que Kant considera defectuoso por el hecho de que aplica el espacio y el tiempo, que son condiciones de posibilidad de la materia, a todos los conceptos, incluidos los intelectuales, como el concepto de alma, Dios, etc.: 32–33  En la Crítica de la razón pura, Kant afirma que la idealidad transcendental del tiempo y del espacio no puede compararse con las subrepciones de las sensaciones (Subreptionen der Empfindungen), porque se presupone que éstas se dan en un fenómeno que tiene realidad objetiva y no meramente empírica.

## Derecho canónico
En el derecho canónico de la Iglesia Católica, la subrepción consiste en "la ocultación de circunstancias relevantes para la resolución de la cuestión de que se trate".